# Mária Sziglová-Winklerová
Mária Sziglová-Winklerová, též Szigl Mária (10. ledna 1930 – ???), byla československá politička maďarské národnosti za Komunistickou stranu Slovenska a poúnorová poslankyně Národního shromáždění ČSR.

## Biografie
Ve volbách roku 1954 byla zvolena za KSS do Národního shromáždění ve volebním obvodu Šamorín-Dunajská Streda. V Národním shromáždění zasedala března 1957, kdy rezignovala a místo ní nastoupila Zdenka Fehérová.
Patřila mezi devět reprezentantů maďarské národnostní menšiny na Slovensku zvolených do Národního shromáždění roku 1954. Původně pracovala jako služebná, později zemědělská dělnice. V roce 1953 získala Vyznamenání Za zásluhy o výstavbu, v roce 1954 jí bylo uděleno další státní vyznamenání. K roku 1954 se profesně uvádí jako agronomka na státním statku v obci Štvrtok a členka KNV. V letech 1955-1957 působila rovněž jako členka Ústředního výboru Slovenského svazu mládeže. Z této funkce byla ovšem pro „neplnění povinností“ v prosinci 1957 odvolána. I o poslanecký mandát přišla oficiálně kvůli zanedbávání svých povinností.